# Roy Fuller
 (août 2016).
Si vous disposez d'ouvrages ou d'articles de référence ou si vous connaissez des sites web de qualité traitant du thème abordé ici, merci de compléter l'article en donnant les références utiles à sa vérifiabilité et en les liant à la section « Notes et références ».
Roy Broadbent Fuller, né le 11 février 1912 – mort le 27 septembre 1991, est un écrivain britannique, surtout connu pour sa poésie. Né à Failsworth dans le comté du Grand Manchester et élevé à Blackpool dans le comté du Lancashire, il travaille comme juriste (solicitor) pour une compagnie de construction et sert dans la Royal Navy de 1941 à 1946.
Poems, publié en 1939, est son premier recueil de poésies. Il commence également à écrire de la fiction dans les années 1950. En tant que poète, il est associé pour des raisons stylistiques au The Movement (en). Il est professeur de poésie à Oxford (en) de 1968 à 1973. Le poète John Fuller est son fils. En 1966, Anthony Powell lui dédie son roman The Soldier's Art (en), huitième volume de son chef-d’œuvre A Dance to the Music of Time (en).

## Œuvre
- 1939 : Poems
- 1942 : The Middle of a War
- 1944 : A Lost Season
- 1946 : Savage Gold
- 1948 : With My Little Eye
- 1949 : Epitaphs and Occasions
- 1953 : The Second Curtain
- 1954 : Counterparts
- 1956 : Image of a Society
- 1956 : Fantasy and Fugue, [republié sous le titre Murder in Mind.]
- 1957 : Brutus’s Orchard
- 1958 : Byron for Today
- 1965 : Buff
- 1968 : New Poems
- 1969 : Off Course: Poems
- 1970 : The Carnal island
- 1972 : Seen Grandpa Lately?
- 1972 : Song Cycle from a Record Sleeve
- 1973 : Tiny Tears
- 1974 : Owls and Artificers: Oxford lectures on poetry
- 1975 : Professors and Gods: Last Oxford Lectures on Poetry
- 1975 : From the Joke Shop
- 1976 : The Joke Shop Annexe
- 1976 : An Ill-Governed Coast: Poèmes
- 1977 : Poor Roy
- 1980 : The Reign of Sparrows
- 1980 : Souvenirs
- 1981 : Fellow Mortals: An anthology of animal verse
- 1981 : More About Tompkins, and other light verse
- 1982 : House and Shop
- 1982 : The Individual and his Times: A selection of the poetry of Roy Fuller, avec V. J. Lee
- 1982 : Vamp Till Ready: Further memoirs
- 1983 : Upright Downfall, avec Barbara Giles et Adrian Rumble,
- 1983 : As from the Thirties
- 1984 : Home and Dry: Memoirs III
- 1984 : Mianserin Sonnets
- 1985 : Subsequent to Summer
- 1985 : Twelfth Night: A personal view
- 1985 : New and Collected Poems, 1934-84
- 1986 : Outside the Canon
- 1986 : Murder in Mind
- 1987 : Lessons of the Summer
- 1987 : The Ruined Boys
- 1987 : Consolations
- 1989 : Available for Dreams
- 1990 : Stares
- 1991 : Spanner and Pen: Post-war memoirs

## Prix
Il est lauréat de l'édition 1968 du Duff Cooper Prize pour ses New Poems.